# Lijst van voetbalinterlands Australië - Thailand (vrouwen)
Deze lijst van voetbalinterlands is een overzicht van alle officiële voetbalinterlands tussen de nationale vrouwenteams van Australië en Thailand. De landen hebben tot nu toe elf keer tegen elkaar gespeeld.

## Wedstrijden
| №  | Plaats          | Datum            | Competitie                          | Wedstrijd            | Uitslag            |
| -- | --------------- | ---------------- | ----------------------------------- | -------------------- | ------------------ |
| 1  | Hongkong        | 25 augustus 1975 | Aziatisch kampioenschap 1975        | Thailand − Australië | 3 − 2              |
| 2  | Taipei          | 20 oktober 1978  | Vriendschappelijk                   | Australië − Thailand | 5 − 0              |
| 3  | Jiangmen        | 3 juni 1988      | FIFA Women's Invitation Tournament  | Australië − Thailand | 3 − 0              |
| 4  | Adelaide        | 24 juli 2006     | Aziatisch kampioenschap 2006        | Thailand − Australië | 0 − 5              |
| 5  | Ho Chi Minhstad | 9 oktober 2008   | Vriendschappelijk                   | Australië − Thailand | 2 − 0              |
| 6  | Jinan           | 3 september 2011 | Olympische Spelen 2012 kwalificatie | Thailand − Australië | 0 − 5              |
| 7  | Perth           | 26 maart 2018    | Vriendschappelijk                   | Australië − Thailand | 5 − 0              |
| 8  | Amman           | 17 april 2018    | Aziatisch kampioenschap 2018        | Australië − Thailand | 2 − 2 (n.p. 3 - 1) |
| 9  | Sydney          | 10 februari 2020 | Olympische Spelen 2020 kwalificatie | Australië − Thailand | 6 − 0              |
| 10 | Mumbai          | 27 januari 2022  | Aziatisch kampioenschap 2022        | Australië − Thailand | 2 − 1              |
| 11 | Gosford         | 15 november 2022 | Vriendschappelijk                   | Australië − Thailand | 2 − 0              |

## Samenvatting
| Competitie                         | Totaal gespeeld | Winst Australië | Gelijk | Winst Thailand | Doelsaldo Australië – Thailand |
| ---------------------------------- | --------------- | --------------- | ------ | -------------- | ------------------------------ |
| FIFA Women's Invitation Tournament | 1               | 1               | 0      | 0              | 3 − 0                          |
| Olympische Spelen kwalificatie     | 2               | 2               | 0      | 0              | 11 − 0                         |
| Aziatisch kampioenschap            | 4               | 2               | 1      | 1              | 11 − 6                         |
| Vriendschappelijk                  | 4               | 4               | 0      | 0              | 14 − 0                         |
| Totaal                             | 11              | 9               | 1      | 1              | 39 − 6                         |